# The Idolmaster 2
The Idolmaster 2, ufficialmente scritto "THE iDOLM@STER 2", è un videogioco di simulazione pubblicato esclusivamente in Giappone dalla Namco Bandai Games il 24 febbraio 2011. Il gioco è stato reso disponibile per PlayStation 3 il 27 ottobre 2011.
Il gioco è il sequel di The Idolmaster, e segue la carriera di un produttore che lavora per le etichette discografiche immaginarie 765 Production e 961 Production e deve lavorare con una selezione di tredici idol. La storia è ambientata sei mesi dopo gli eventi del primo capitolo, ed ognuna delle singole ragazze ha già acquisito una discreta popolarità.